# Río Ogeechee
El río Ogeechee (del inglés: Ogeechee River) es un río de aguas negras de la vertiente Atlántica de los Estados Unidos, de 473 km de longitud, que discurre íntegramente por el estado de Georgia. Se origina en la confluencia de los ramales Norte y Sur (North Fork Ogeechee River y South Fork Ogeechee River), a unos 4,0 km al sursudoeste de la pequeña localidad de Crawfordville (572 hab. en 2000) y fluye en dirección general sureste hasta desaguar en el Ossabaw Sound, en el océano Atlántico, a unos 26 km al sur de la ciudad de Savannah. Su mayor afluente es el río Canoochee (178 km), que drena aproximadamente 1400 km² y es el único río importante en la cuenca. El Ogeechee tiene una cuenca de 14 300 km² y es uno de los pocos ríos sin embalsar del estado.

## Historia
Las sociedades paleo-indias llegaron a la zona del río Ogeechee hace alrededor de 11 500 años, y se asentaron en el río durante varios siglos los misisipianos y los yuchi hasta la llegada de los europeos. De hecho, aunque el origen del nombre «Ogeechee» es incierto, podría derivar de un término muskogee que significa «río de los Uchees», refiriéndose al pueblo yuchi, que habitaban las zonas cercanas.

## Curso

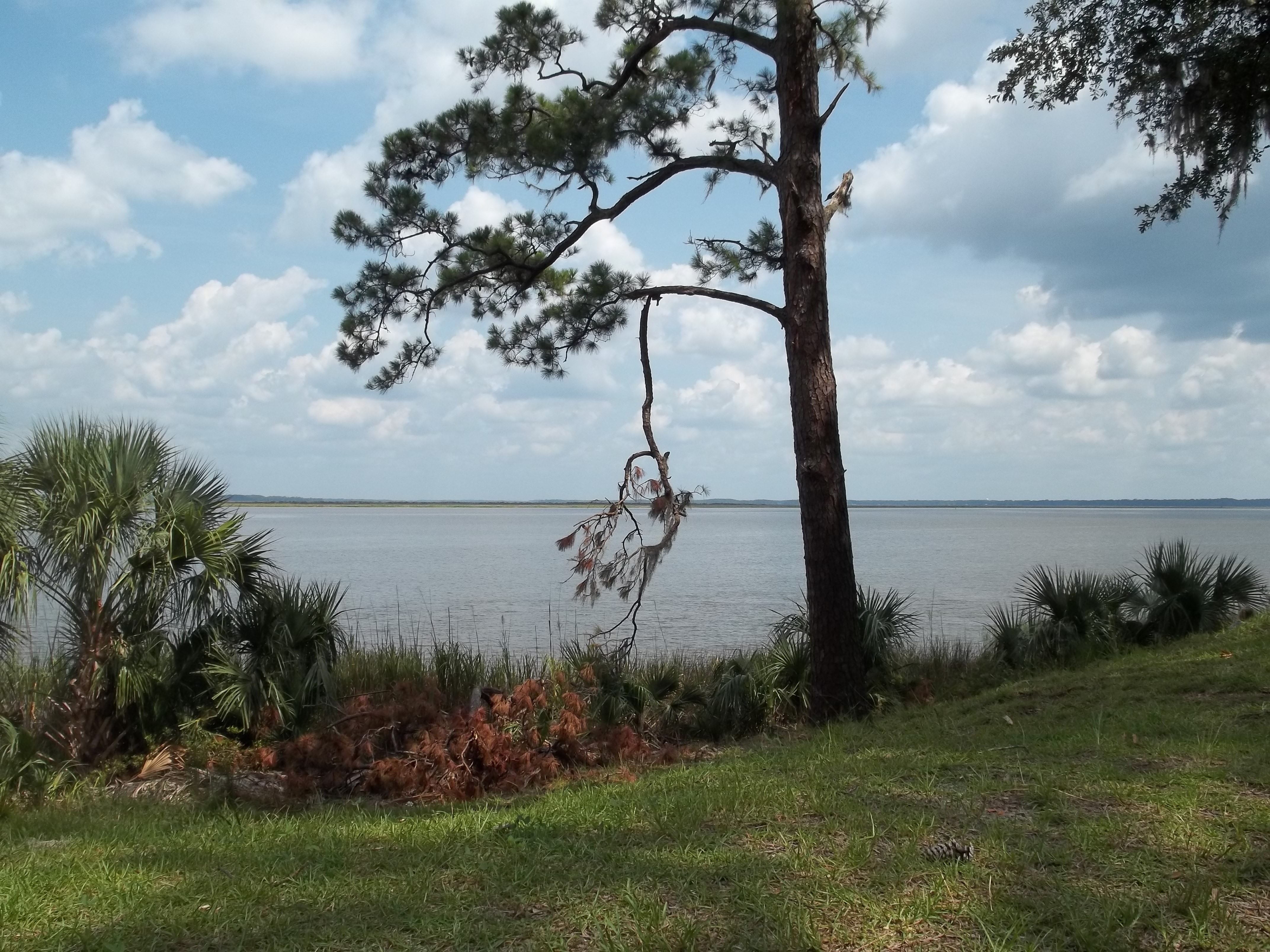
Parque histórico Fort McAllister, en Darien (Georgia), a orillas del río

El Ogeechee discurre desde el Piedmont a través de la línea de la caída y de la región sandhill. Aquí fluye a través de la llanura costera de Georgia hasta desembocar en el océano Atlántico. Desde una corriente de agua clara profunda con varios bancos, rápidos, y una pequeña catarata en Shoals, a continuación de la pequeña ciudad de Louisville (2712 hab. en 2000), la más importante en el curso del río, éste se convierte en un canal de meandros perezosos que discurre a través de una amplia zona de pantanos de ciprés y kilómetros de bosques no explotados.

## Geología

### Rocas
La cuenca del río Ogeechee drena partes de las provincias fisiográficas del Piedmont y de la llanura costera, que se extienden por todo el Sureste de Estados Unidos. Este límite sigue el contacto entre las antigua rocas metamórficas cristalinas de la Provincia del Piedmont y los más jóvenes sedimentos no consolidados del Cretácico y del Terciario de la Provincia del llanura costera. Otros tipos de rocas que se encuentran en la cuenca son las rocas metasedimentarias, esquistos y filitas, rocas metavolcánicas félsicas y máficas y anfibolita. Los sedimentos de la llanura costera se superponen a las rocas ígneas y metamórficas del borde sur de la provincia de Piedmont en la Fall Line.

### Suelos
La cuenca del río Ogeechee en Georgia atraviesa cuatro áreas de recursos de la tierra principales (Major Land Resource Areas, o MLRA). Alrededor del 6% de la zona se encuentra en el Piedmont Sur (Southern Piedmont MLRA), alrededor del 4% en las colinas de arena de Carolina y Georgia (Carolina and Georgia Sand Hills MLRA), el 48% en la llanura costera meridional (Southern Coastal Plain MLRA), y el 42% en los bosques llanos costeros atlánticos (Atlantic Coast Flatwoods MLRA). Los suelos predominantes en esta parte de la cuenca tienen de 40 a 60 pulgadas de materiales de arena que cubren un subsuelo arcilloso. Los suelos en la parte de la llanura costera meridional de la cuenca son más variables que en otras partes, especialmente en relación con la textura y profundidad del nivel freático.